# Ocotea mandonii
Ocotea mandonii är en lagerväxtart som beskrevs av Carl Christian Mez. Ocotea mandonii ingår i släktet Ocotea och familjen lagerväxter. Inga underarter finns listade i Catalogue of Life.